# Sisyphuskühlung
Sisyphuskühlung (selten auch Sisyphoskühlung) oder Polarisationsgradientenkühlung ist in der Laserspektroskopie eine spezielle Form der Laserkühlung, mit der tiefere Temperaturen als die Dopplertemperatur erreicht werden können.

## Geschichte
Diese Kühlmethode wurde erstmals im Jahr 1989 von Claude Cohen-Tannoudji vorgeschlagen, für die er 1997 den Nobelpreis für Physik erhielt.
Der Name ist vom griechischen Helden Sisyphos abgeleitet, der einen Stein immer wieder denselben Berg hinauftragen musste, von wo aus er wieder herunter rollte.

## Aufbau
Zur Umsetzung von Sisyphuskühlung wird ein linear polarisierter Laser in entgegengesetzter Richtung mit um 90° gedrehte Polarisation mit sich selbst überlagert. Dadurch bildet sich eine stehende Laserlicht-Welle, deren Polarisation sich räumlich periodisch ändert und abwechselnd zwischen {\displaystyle \sigma ^{+}}-, {\displaystyle \pi }- und {\displaystyle \sigma ^{-}}-Polarisation wechselt. Dieser Zustand wird auch als lin{\displaystyle \bot }lin-Anordnung (linear-senkrecht-linear) bezeichnet. Die zu kühlenden Atome müssen sich im und entlang des Laserstrahls bewegen.

## Physikalische Grundlagen

Prinzipieller Vorgang bei Sisyphuskühlung: Die Atome laufen gegen das Potential an, werden angeregt, fallen in ein Potentialminimum zurück und beginnen von vorne.
Dem Übergang von Blau nach Rot links entspricht wenig später der Übergang von Rot nach Blau rechts.

Die Bereiche des Lasers mit {\displaystyle \sigma ^{+}}-Licht induzieren einen Übergang mit {\displaystyle \Delta m=+1}, wohingegen das {\displaystyle \sigma ^{-}}-Licht einen Übergang mit {\displaystyle \Delta m=-1} bewirkt. Da die spontane Emission nach dem Anregen im Mittel keine Änderung ({\displaystyle \Delta m=0}) bewirkt, werden die Atome somit vom einen Entartungszustand des Grundzustandes in den anderen geschickt. Da sich das Atom entlang des Strahles bewegt, erreicht es danach die jeweils andere Polarisation und wird zurück in den Ursprungszustand überführt. Der Zustand des Atoms oszilliert damit immer zwischen den beiden Entartungen des Grundzustandes.
Weiterhin ist der Stark-Effekt, der durch das elektrische Feld des Lasers am Atom hervorgerufen wird, abhängig von der Übergangswahrscheinlichkeit zwischen den Energieniveaus und der Verstimmung. Das bedeutet, dass sich die Energieniveaus des Atoms mit größerer Übergangswahrscheinlichkeit energetisch weiter voneinander entfernen als die Niveaus mit kleiner Übergangswahrscheinlichkeit. Bei Rotverstimmung sinkt die Energie des Grundzustandes ab. Da sich aber auch die Polarisation ändert, ändert sich auch die Übergangswahrscheinlichkeit – je nachdem in welchem der beiden Grundzustände sich das Atom befindet.
Ein Atom im Grundzustand mit {\displaystyle m=+1/2}, das sich entlang des Lasers bewegt, muss gegen das Potential der stehenden Welle anlaufen (Übergang  vom ersten zum zweiten blauen Punkt, links in der nebenstehenden Zeichnung). Dabei gewinnt es an potenzieller Energie, verliert aber kinetische Energie, was einer Kühlung entspricht. Am Maximum des Wellenberges ist die Absorptionswahrscheinlichkeit von {\displaystyle \sigma ^{-}}-Licht maximal, das Atom wird somit sehr wahrscheinlich in den angeregten Zustand mit {\displaystyle m=-1/2} versetzt, durch spontane Emission geht es danach in den Grundzustand mit {\displaystyle m=-1/2} über und der Vorgang beginnt, diesmal mit {\displaystyle \sigma ^{+}}-Licht, von vorne.
Die theoretische Grenze der Temperatur bei Sisyphuskühlung liegt im eindimensionalen Fall bei der Rückstoßtemperatur
{\displaystyle T_{\text{recoil}}={\frac {(\hbar k)^{2}}{2k_{\mathrm {B} }m}}}
mit dem Impuls der emittierten Photonen {\displaystyle \hbar k}, der Boltzmannkonstante {\displaystyle k_{\mathrm {B} }} und der Atommasse {\displaystyle m}. Für atomare Massen und optische Photonen liegt diese Temperatur im Bereich von Mikrokelvin. Da diese Temperatur vom Photonenimpuls abhängt, erreicht man durch größere Rotverstimmung des Lasers tiefere Temperaturen. Die Verstimmung darf jedoch auch nicht zu groß gewählt werden, da sonst die Kühlleistung insgesamt nachlässt, denn die Anregungswahrscheinschlichkeit nimmt mit der Verstimmung ab.

## Weiterführendes
- Wolfgang Demtröder: Laserspektroskopie. 5. Auflage. Springer, Kaiserslautern 2007, ISBN 978-3-540-33792-8.

- Tobias Müther: Evaporative Kühlung in optischen Dipolpotentialen